# The Delgados
The Delgados ist eine britische Band, die 1994 in Glasgow (Schottland) gegründet wurde. Ihren Namen wählte die Band nach dem Radrennfahrer Pedro Delgado. Außer der Musik verbindet die vier Freunde auch ihr eigenes Musiklabel Chemikal Underground, welches sie ebenfalls 1994 gemeinsam gründeten.
Nach dem Abgang von Bassist Stewart Henderson löste sich die Gruppe im April 2005 auf. Die zwei Songschreiber Emma Pollock und Alun Woodward kündigten aber Soloprojekte an. 2006 erschien eine Zusammenstellung der sieben von der Band in den 10 Jahren ihres Bestehens absolvierten Peel Sessions unter dem Namen The Complete BBC Peel Sessions.
Im Juni 2022 gab die Band bekannt, dass man wieder zueinander gefunden habe und zum ersten Mal seit 17 Jahren wieder zusammen spielen wolle. Eine Tournee mit fünf Konzerten im Vereinigten Königreich ist für Januar 2023 geplant. Die Tournee soll in Glasgow, der Heimatstadt der Band, enden.

## Diskografie
- 1996: Domestiques
- 1998: Peloton
- 2000: The Great Eastern
- 2002: Hate
- 2004: Universal Audio